# Notothecta flavipes
Notothecta flavipes – gatunek chrząszcza z rodziny kusakowatych i podrodziny rydzenic. Zamieszkuje Europę, Syberię i Azję Środkową.

## Taksonomia
Gatunek ten opisany został po raz pierwszy w 1806 roku przez Johanna L.Ch.C. Gravenhorsta pod nazwą Aleochara flavipes.

## Morfologia

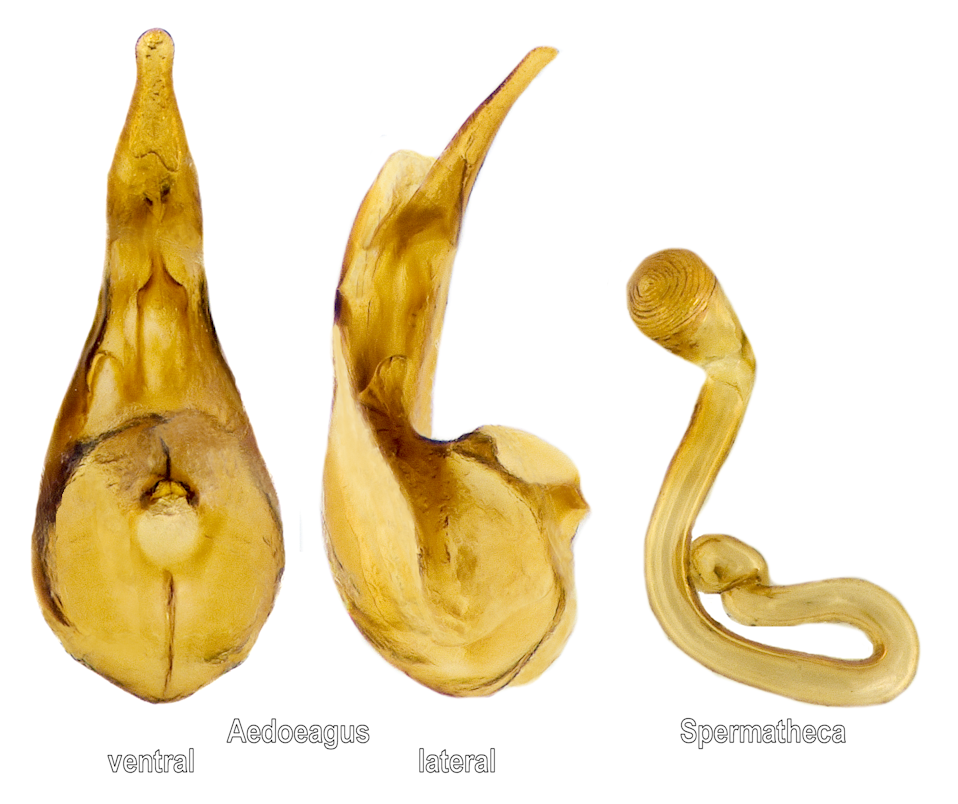
Genitalia

Chrząszcz o wydłużonym ciele długości od 3 do 3,5 mm. Głowa jest smoliście czarna, błyszcząca, bardzo drobno punktowana. Czułki są czerwonawe z brązowawą częścią środkową, smukłe, zbudowane z ciasno upakowanych członów, z których trzeci jest dłuższy niż drugi, te w środkowym odcinku czułka nie są wyraźnie szersze niż dłuższe, a człon wierzchołkowy jest wrzecionowaty. Przedplecze jest brązowe do smoliście czarnego, błyszczące, znacznie szersze od głowy, półtorakrotnie szersze niż dłuższe, najszersze u podstawy i ku przodowi zwężone, drobno i przeciętnie gęsto punktowane, pozbawione bruzdy środkowej. Owłosienie przedplecza kieruje się w większości ku tyłowi. Na bokach przedplecza wyrastają mocne szczecinki. Pokrywy są lśniąco brązowe, punktowane nieznacznie gęściej i grubiej niż przedplecze. Ubarwienie odnóży jest rude. Odwłok ma kolor smoliście czarny, czasem z brązowo rozjaśnionymi początkowymi tergitami. Punktowanie na jego powierzchni, zwłaszcza ku wierzchołkowi, jest silnie rozproszone i drobne.

## Ekologia i występowanie
Owad ten zamieszkuje mrowiska mrówek z rodzaju Formica, przy czym najczęściej spotykany jest w gniazdach mrówki rudnicy.
Gatunek palearktyczny. W Europie znany jest z Irlandii, Wielkiej Brytanii, Francji, Belgii, Luksemburga, Holandii, Niemiec, Szwajcarii, Austrii, Włoch, Danii, Szwecji, Norwegii, Finlandii, Łotwy, Litwy, Polski, Czech, Słowacji, Węgier, Ukrainy, Rumunii, Bułgarii, Bośni i Hercegowiny, Grecji i europejskiej części Rosji, a w Azji z syberyjskiej części Rosji, Kazachstanu i Uzbekistanu.